# Puente de Aviñón
El puente de Aviñón (en francés, Pont d'Avignon), también conocido como el Pont St-Bénézet, es un famoso puente medieval sobre el río Ródano; cruzaba desde la ciudad de Aviñón hasta Villeneuve-lès-Avignon, en el sur de Francia. Actualmente está en ruinas y solo queda en pie una parte. Forma parte del Patrimonio de la Humanidad desde el año 1995, junto con el Palacio de los Papas, la catedral y Petit Palais, además de las antiguas murallas de la ciudad. Representa el desarrollo técnico alcanzado en el siglo XII, y es conocido también por la famosa canción francesa Sur le pont d'Avignon.

## Historia

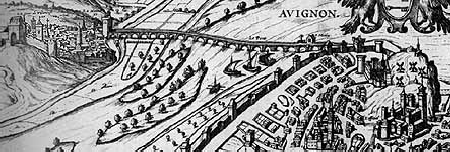
El puente antes de 1660, en un grabado de época.

Según la leyenda, la construcción del puente fue inspirada por san Bénézet, un niño pastor local al que los ángeles mandaron construir un puente sobre el río. Aunque al principio fue ridiculizado, él dramáticamente «probó» su inspiración divina alzando milagrosamente un enorme bloque de piedra. Obtuvo apoyo para su proyecto de ricos mecenas que formaron una Hermandad del Puente para dotar a la construcción del mismo. Después de su muerte, fue enterrado en el propio puente, en una pequeña capilla que permanece en una de las pilastras supervivientes del puente, en el lado de Aviñón.
El puente en un principio cruzaba el río Ródano entre Aviñón y Villeneuve-lès-Avignon en la orilla izquierda. Fue construido entre 1171 y 1185, con una longitud original de unos 900 metros. Sobre las pilastras de piedra de un puente romano se tendió primero un puente de madera, que fue destruido en el año 1226 por su asedio francés durante la cruzada albigense. Posteriormente fue reconstruido varias veces, ya en piedra, padeciendo numerosos derrumbes durante las crecidas del río. Conforme pasaban los siglos, se iba haciendo cada vez más peligroso conforme los arcos se derrumbaban y eran reemplazados por secciones en madera desvencijadas. 
Al final, después de una fuerte crecida del Ródano en 1660 el puente quedó en las condiciones que presenta actualmente, fuera de uso, pues la inundación se llevó gran parte de la estructura. Fue posteriormente abandonado y no se hicieron más intentos de repararlo. Desde entonces, los arcos supervivientes se han ido cayendo sucesivamente o han sido demolidos.
El puente tuvo una gran importancia estratégica pues era el único puente fijo que cruzaba el Ródano entre Lyon y el mar Mediterráneo. También era la única manera de cruzar por río entre el Comtat Venaissin, un enclave controlado por el papa, y la propia Francia bajo la autoridad de los reyes de Francia. Como tal, era seriamente guardado en ambos lados del río. La orilla izquierda, que era controlada por la Corona francesa, estaba dominada por una formidable fortaleza de la Tour Philippe le Bel y la ciudadela de Villeneuve-les-Avignon. En el lado de Aviñón, el puente pasaba a través de una gran puerta erigida en el siglo XIV (con grandes modificaciones en el siglo XV), pasando a través y por encima de la muralla de la ciudad y saliendo a través de una rampa, hoy destruida, que llevaba hacia la ciudad.

## Descripción
Actualmente quedan cuatro de los veintidós arcos que tuvo. Sobre uno de ellos hay una pequeña capilla románica, llamada de san Bénézet o de san Nicolás; el primer nombre obedece a que es el lugar en que se enterró el cuerpo de san Bénezet, el segundo a que estaba dedicada a san Nicolás, patrón de los marineros del Ródano. Inicialmente rezaron en la capilla de san Nicolás en el propio puente, donde estaba también enterrado el cuerpo de san Bénézet, pero la progresiva decadencia del puente llevó a los clérigos a rechazar celebrar servicios por miedo a un derrumbe total. Se erigió una nueva capilla en tierra firme en el siglo XVIII al pie del puente, en el lado de Aviñón.
Se puede conocer en una visita con audioguía en más de seis idiomas.

## La canciónSur le pont d'Avignon

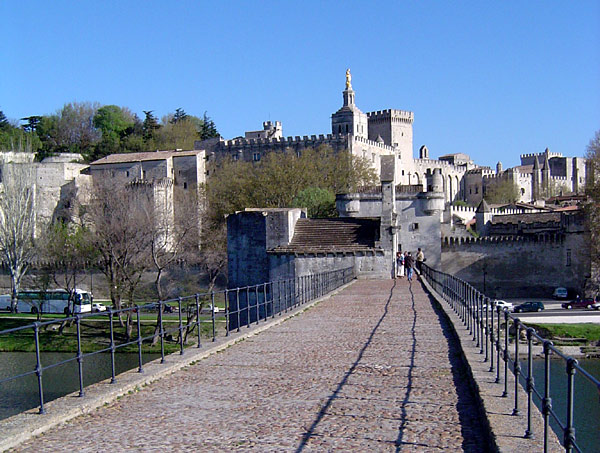
Sobre el puente de Aviñón.

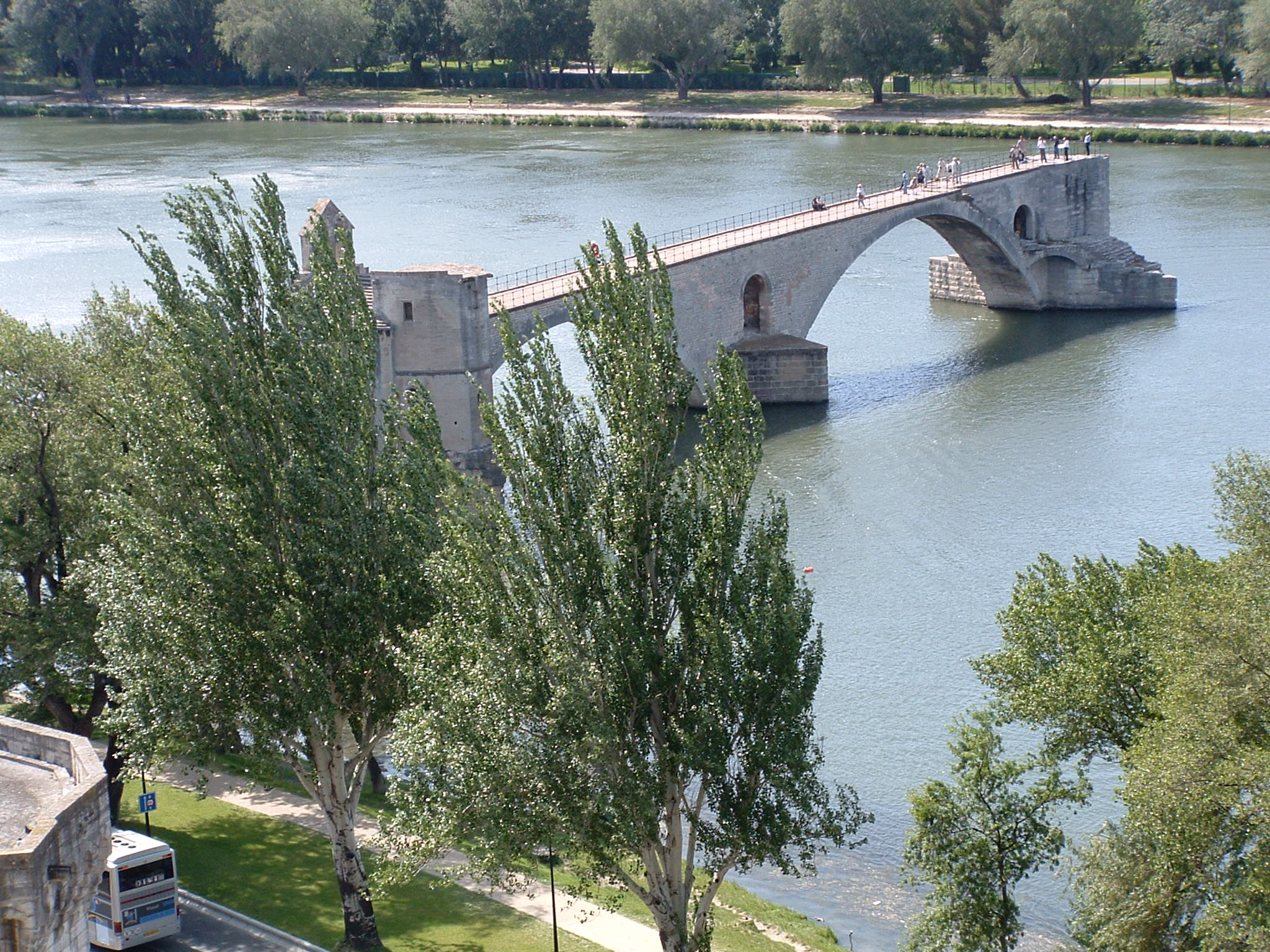
Mirando al puente desde lo alto, la Rocher les Doms

El puente ha logrado renombre internacional gracias a que se le ha dedicado la canción Sur le pont d'Avignon («Sobre el puente de Aviñón»), cuya letra dice:
Sur le pont d'Avignon
On y danse, on y danse
Sur le pont d'Avignon
On y danse tous en rond
Les beaux messieurs font comme ça
Et puis encore comme ça
Sur le pont d'Avignon
On y danse, on y danse
Sur le pont d'Avignon
On y danse tous en rond
Les belles dames font comme ça
Et puis encore comme ça
Sur le pont d'Avignon
On y danse, on y danse
Sur le pont d'Avignon
On y danse tous en rond
Les jardiniers font comme ça
Et puis encore comme ça
Sur le pont d'Avignon
On y danse, on y danse
Sur le pont d'Avignon
On y danse tous en rond
Les couturiers font comme ça
Et puis encore comme ça
Sur le pont d'Avignon
On y danse, on y danse
Sur le pont d'Avignon
On y danse tous en rond
Les vignerons font comme ça
Et puis encore comme ça
Sur le pont d'Avignon
On y danse, on y danse
Sur le pont d'Avignon
On y danse tous en rond
Les blanchisseuses font comme ça
Et puis encore comme ça
De hecho, la gente probablemente habría bailado debajo del puente (sous le pont) donde cruzaba una isla sobre el río, la isla de Barthelasse en su camino hacia Villeneuve. La isla era, y aún es, un lugar de recreo popular, donde hubo en el pasado jardines y el baile folclórico era un pasatiempo popular durante muchos años. El puente en sí es demasiado estrecho para permitir acomodar a bailarines.
La canción es una composición original de Pierre Certon, que vivió en el siglo XVI, aunque con una melodía muy diferente respecto a su actual versión y con el título más apropiado de «Sus (sic) le Pont d'Avignon». La versión moderna solo data de mediados del siglo XIX, cuando Adolphe Adam la incluyó en la opereta del año 1853 titulada l'Auberge Pleine. Fue popularizada en una opereta de 1876 que rebautizó la canción, como actualmente, «Sur le Pont d'Avignon.»